# Совет по гражданской авиации США
Совет по гражданской авиации (англ. Civil Aeronautics Board, CAB) — ныне упразднённое агентство Федерального правительства США, занимавшееся регулированием авиационной индустрии в стране, включая управление регулярными внутренними коммерческими авиаперевозками, а также расследованием авиационных происшествий. Штаб-квартира располагалась в Вашингтоне, округ Колумбия.

## История

### Образование
В 1936 году в США несколькими ведущими авиакомпаниями была образована Ассоциация воздушного транспорта (англ. Air Transport Association), целью которой было решать вопросы, которая каждая авиакомпания в одиночку решить не могла. В это время в стране был разгар Великой депрессии, когда в условиях жёсткой конкуренции различные компании были вынуждены снижать стоимость услуг, порой даже ниже себестоимости. Для авиакомпаний сложилась критическая ситуация, так как в такой борьбе многие из них могли быть закрыты. Требовалось создать центральный орган, который бы устранил эту конкуренцию. В свою очередь правительство рассматривало гражданскую авиацию прежде всего как резерв обороны, а только потом как часть экономики.
23 июня 1938 года президент Франклин Рузвельт подписал закон о гражданской авиации, согласно которому было создано Управление гражданской авиации (Civil Aeronautics Authority, САА), пришедшее на смену сразу нескольким управлениям:
- Совет по воздушной торговле (Bureau of Air Commerce, 1934—1938)
- Совет по авиапочте (Bureau of Air Mail)
- Комиссия межгосударственной торговли (Interstate Commerce Commission, 1934—1938)

30 июня 1940 года вступил в силу новый закон, согласно которому была проведена реорганизация Управления гражданской авиации: из него была выделена Администрация по гражданской авиации (Civil Aeronautics Administration), но зато поглощён Совет авиационной безопасности (Air Safety Board, 1938—40); после этого Управление гражданской авиации было переименовано в Совет по гражданской авиации.

### Функции
Из деятельности CAB можно выделить три основные функции:
- Определял маршруты авиалиний и расписания, после чего закреплял эти авиалинии за авиакомпаниями.
- Регулировал тарифы на каждой авиалинии.
- Антитрастовое регулирование: сертификация вхождения перевозчиков на рынок; продвижение или запрет конкуренции авиакомпаний на новых рынках; регулирование монополизации рынка, чтобы ни одна авиакомпания не доминировала; исключение деструктивной конкуренции; ограничения по банкротству авиакомпаний и их слиянию; субсидирование убыточных маршрутов; регулирование качества обслуживания пассажиров.

При этом на рынке авиаперевозок не было доминанта, а для CAB все авиакомпании были на равных, включая даже совсем небольшие. Для полётов между штатами авиакомпании получали сертификат для полётов на авиалинии, в котором был указан маршрут, тип самолёта, частота полётов и тарифы. То есть авиаперевозчик не мог даже самовольно изменить тип самолётов, обслуживающих данный маршрут. Полёты по нерентабельным маршрутам также запрещалось прекращать, а для покрытия убытков от них ввели государственное субсидирование. Авиакомпания не могла даже уйти с рынка, так как после банкротства у неё был лишь один выход — слияние с другой, более крупной авиакомпанией.
В 1958 году часть функций взяло на себя созданное в том году Федеральное управление гражданской авиации США, пришедшее на смену неэффективной Администрации по гражданской авиации. 1 апреля 1967 года был организован Национальный совет по безопасности на транспорте, который взял на себя функции по расследованию авиационных происшествий.

### Упразднение
Жёсткое регулирование тарифов со стороны CAB часто подвергалось критике. Билеты на рейсы между штатами были дороже, чем на рейсы внутри штатов, но такой же протяжённости. Авиакомпании не могли изменять тарифы или маршруты полётов, а потому были вынуждены завлекать пассажиров более качественным обслуживанием и бо́льшими затратами на рекламу, что повышало себестоимость перевозок. К тому же тарифы на перевозки устанавливались из расчёта заполненности самолётов на 55 % и прибыли в 12 %, из-за чего цены на билеты получались высокими, притом что самолёты фактически нередко были заполненными на 70, а то и на 80 %. Нефтяной кризис 1973 года, приведший к подорожанию авиационного топлива, привёл Конгресс США к выводу, что CAB сдерживает свободный рынок авиаперевозок, а потому требуется дерегулирование.
Президент страны Джеральд Форд поддержал идею о дерегулировании, но руководства многих крупных авиакомпаний, особенно American Airlines, выступили против. Однако в 1975 году Форд внёс законопроект о дерегулировании в Конгресс, после чего последний назначил руководителем CAB адвоката Джона Робсона. Новый руководитель Совета отменил мораторий на открытие новых маршрутов, а также правила ограничения провозных мощностей. На такие радикальные решения, как либерализация тарифов и вход новых авиаперевозчиков на рынок, Джон Робсон однако не решился.
В 1977 году пост руководителя CAB занимает назначенный президентом Джимми Картером знаменитый экономист и сын русских эмигрантов Альфред Эдвард Кан. Он становится автором закона о дерегулировании, который Джимми Картер подписывает 24 октября 1978 года.
Процесс дерегулирования занял 6 лет, а с 1 января 1985 года Совет по гражданской авиации официально прекратил деятельность. Его функции взяли на себя Министерство юстиции, Почтовая служба и Министерство транспорта.